# 溶解パラメーター
溶解パラメーター（ようかいパラメーター、Solubility Parameter、δ、SP値）は、ヒルデブラント（Hildebrand）によって導入された正則溶液論により定義された値であり、2成分系溶液の溶解度の目安となる。溶解度パラメーター（ようかいどパラメーター）、溶解性パラメーター（ようかいせいパラメーター）、ヒルデブラントパラメータとも呼ばれる。
正則溶液論では溶媒-溶質間に作用する力は分子間力のみと仮定されるので溶解パラメーターは分子間力を表す尺度として使用される。実際の溶液は正則溶液とは限らないのが、2つの成分のSP値の差が小さいほど溶解度が大となることが経験的に知られている。

## 定義
正則溶液理論では溶媒-溶質間に作用する力は分子間力のみとモデル化されているので、液体分子を凝集させる相互作用が分子間力のみであると考えることが出来る。液体の凝集エネルギー{\displaystyle \Delta E}は蒸発エンタルピーと{\displaystyle \Delta H=\Delta E+P\Delta V}の関係にあることから、モル蒸発熱{\displaystyle \Delta {H}}とモル体積{\displaystyle V}より、溶解パラメーターを{\displaystyle \delta ={\sqrt {(\Delta H-RT)/V}}}で定義する。すなわち、1cm3の液体が蒸発するために必要な蒸発熱の平方根(cal/cm3)1/2から計算される。
実際の溶液が正則溶液であることは稀であり、溶媒-溶質分子間には水素結合など分子間力以外の力も作用し、2つの成分が混合するか相分離するかはそれらの成分の混合エンタルピーと混合エントロピーの差で熱力学的に決定される。しかし経験的に溶解パラメーターが近い物質は混ざりやすい傾向を持つ。そのためSP値は溶質と溶媒の混ざりやすさを判断する目安ともなる。
溶媒である液体1に溶質である液体2が混合して正則溶液となる場合の液体2の部分モルギブス自由エネルギーにより、液体2の溶解度{\displaystyle X_{2}}は以下の式で与えられる。ここで{\displaystyle \delta _{1}}および{\displaystyle \delta _{2}}はそれぞれの溶解パラメーター、{\displaystyle \phi _{1}\,}は液体1の容積分率、{\displaystyle f_{2}\,}は溶液中の液体2のフガシティー、{\displaystyle f_{2}^{\circ }}は純粋な状態の液体2のフガシティーを表す。
{\displaystyle \Delta {\overline {G}}_{2}=RT\ln {\frac {f_{2}}{f_{2}^{\circ }}}=RT\ln a_{2}\cong RT\ln X_{2}+V_{2}\phi _{1}^{2}(\delta _{1}-\delta _{2})^{2}}
本来の定義では当然ながら「沸点が既知の液体」に限られるが、ポリマー等にも適用しようという考え方もある。これは、SP値が既知の溶媒へのポリマーの溶解度から矛盾が出ないようにと考え出された実験値である場合が多い。また、分子構造から推定しようという試みもなされている。しかしながら、もともと元来の「SP値による溶解度の推定」自体に適用限界があるため、これらの経験値は参考程度にしかならない場合も多い。

## 主な溶質・溶媒のSP値
| 溶媒                 | SP値（理論値） |
| -------------------- | -------------- |
| n-ヘキサン           | 7.3            |
| 酢酸ブチル           | 8.5            |
| キシレン             | 8.8            |
| トルエン             | 8.8            |
| 酢酸エチル           | 9.0            |
| ベンゼン             | 9.2            |
| ジブチルフタレート   | 9.4            |
| アセトン             | 10.0           |
| イソプロパノール     | 11.5           |
| アセトニトリル       | 11.9           |
| ジメチルホルムアミド | 12.0           |
| 酢酸                 | 12.6           |
| エタノール           | 12.7           |
| クレゾール           | 13.3           |
| ギ酸                 | 13.5           |
| エチレングリコール   | 14.2           |
| フェノール           | 14.5           |
| メタノール           | 14.5–14.8      |
| 水                   | 23.4           |

| 溶質                       | SP値（理論値） |
| -------------------------- | -------------- |
| ポリテトラフルオロエチレン | 6.2            |
| ブチルゴム                 | 7.3            |
| ポリエチレン               | 7.9            |
| 天然ゴム                   | 7.9–8.3        |
| スチレン・ブタジエンゴム   | 8.1–8.5        |
| ポリスチレン               | 8.6–9.7        |
| クロロプレンゴム           | 9.2            |
| ポリメチルメタクリレート   | 9.2            |
| 酢酸ビニル                 | 9.4            |
| クロロエチレン             | 9.5–9.7        |
| エポキシ樹脂               | 9.7–10.9       |
| ニトロセルロース           | 10.1           |
| テトロン                   | 10.7           |
| メタクリレート樹脂         | 10.7           |
| セルロースジアセテート     | 11.4           |
| フェノール樹脂             | 11.5           |
| AS樹脂                     | 12.8           |